# Hoggicosa castanea
Espèce
Synonymes
- Lycosa castanea Hogg, 1906
- Lycosa errans Hogg, 1906
- Lycosa skeeti Pulleine, 1922
- Lycosa perinflata Pulleine, 1922

Hoggicosa castanea est une espèce d'araignées aranéomorphes de la famille des Lycosidae.

## Distribution
Cette espèce est endémique d'Australie. Elle se rencontre en Australie-Occidentale, en Australie-Méridionale, dans le Sud du Territoire du Nord, dans le Sud du Queensland, en Nouvelle-Galles du Sud et au Victoria.

## Description
Les mâles mesurent de 14,3 à 20,7 mm et les femelles de 17,9 à 25,3 mm.

## Publication originale
- Hogg, 1906 : On some South Australian spiders of the family Lycosidae. Proceedings of the Zoological Society of London, no 1905, no 2, p. 569-590 (texte intégral).